# Album leta
Album leta je tretji studijski album slovenske rock skupine Mi2, izdan novembra 2000 pri založbi Poseidon založba. Je prvi album, v katerem je skupina uradno delovala kot petčlanska zasedba – pri prejšnjih izdajah sta bila uradna člana skupine vedno le dva, ostali glasbeniki pa so le sodelovali pri snemanju in koncertih.

## Seznam pesmi
| Št. | Naslov                                      | Dolžina |
| --- | ------------------------------------------- | ------- |
| 1.  | „Uvodne besede‟                             | 1:36    |
| 2.  | „Pojdi z menoj v toplice‟                   | 4:01    |
| 3.  | „Pa si šla‟                                 | 5:48    |
| 4.  | „Rock 'n' Roll Star‟                        | 2:20    |
| 5.  | „Fajt‟                                      | 4:06    |
| 6.  | „Najrajši sn pa s teboj pil‟                | 3:20    |
| 7.  | „Šlager‟                                    | 4:52    |
| 8.  | „Ljubezen pod topoli‟                       | 3:15    |
| 9.  | „Maribor‟                                   | 3:08    |
| 10. | „Oda gudeki‟ (Mi2 in ansambel Frajkinclari) | 6:55    |
| 11. | „Pa za tjebe‟                               | 4:14    |
| 12. | „Zahvala‟                                   |         |

## Zasedba

### Mi2
- Jernej Dirnbek — vokal
- Tone Kregar — vokal
- Egon Herman — kitara, vokal
- Igor Orač — bobni, vokal
- Robi Novak — bas kitara, klaviature, vokal

### Ostali
- Danilo Ženko, Toni Jurij, Zvonko Tepeš — produkcija, miksanje, mastering, tonski mojster
- Urška Rajić — oblikovanje
- Barbara Zajc — fotografiranje
- Ansambel Frajkinclari — vokal, bas kitara, harmonika, piščali, bobni, kitara, kontrabas, flavta, trobenta, saksofon

Kot gostujoči vokalist je naveden tudi takratni slovenski predsednik Milan Kučan.